# Hampus Olsson
Hampus Olsson (ur. 20 kwietnia 1995 w Ängelholm) – szwedzki hokeista.

## Kariera
- Rögle BK U16 (2009-2010)
- Rögle BK J18 (2009-2013)
- Rögle BK J20 (2011-2014)
- Rögle BK (2013-2014)
- North Bay Battalion (2014-2015)
- Kallinge/Ronneby IF (2015-20177)
  -  Mörrums GoIS (2016)
- Södertälje SK (2017/2018)
  -  Kallinge/Ronneby IF (2017/2018)
- IF Troja-Ljungby (2018-2020)
- Tranås AIF (2020-2021)
- HC Vita Hästen (2021-2022)
- GKS Katowice (2022-2024)
- Re-Plast Unia Oświęcim (2024-2025

Wychowanek klubu Rögle BK w rodzinnym mieście. Krótkotrwale występował w kanadyjskiej lidze juniorskiej OHL, a regularnie w szwedzkich rozgrywkach Allsvenskan i Hockeyettan. W lipcu 2022 został zaangażowany do GKS Katowice w Polskiej Hokej Lidze. Od czerwca 2024 do stycznia 2025 zawodnik Unii.

## Sukcesy
Klubowe
- Brązowy medal U16 SM: 2010 z Rögle BK U16
- Złoty medal J18 SM: 2012 z Rögle BK J18
- Brązowy medal J18 SM: 2012 z Rögle BK J20
- Superpuchar Polski: 2022 z GKS Katowice, 2024 z Unią Oświęcim
- Złoty medal mistrzostw Polski: 2023 z GKS Katowice
- Srebrny medal mistrzostw Polski: 2024 z GKS Katowice

Indywidualne
- Superpuchar Polski w hokeju na lodzie 2022: hat trick, w tym gol zwycięski w meczu[4]